# 朱乃璋
朱乃璋，GBS，JP（1960年—），前審計署署長。

## 經歷
朱乃璋於1984年1月加入庫務署，任職會計主任職系。1988年9月轉任審計署審計師。他在2006年7月晉升首席審計師，2010年10月晉升審計署助理署長，2015年7月晉升審計署副署長。